# Mitostoma chrysomelas
Espèce
Synonymes
- Phalangium chrysomelas Hermann, 1804
- Nemastoma quadricorne L. Koch, 1861
- Leiobunum troglodytes Wankel, 1861
- Nemastoma saxonica Hnatewytsch, 1928
- Nemastoma spinosum Hnatewytsch, 1929
- Nemastoma janetscheki Schenkel, 1950
- Nemastoma silhavyi Roewer, 1951
- Mitostoma hadzii Roewer, 1951
- Mitostoma vosagorum Rambla, 1956
- Crosbycus buekkensis Loksa, 1962
- Crosbycus transdanubicus Loksa, 1962
- Mitostoma chrysomelas confusum Spoek, 1963
- Mitostoma chrysomelas romanicum Avram, 1965
- Mitostoma dumitrescui Avram, 1969
- Mitostoma orghidani Avram, 1969
- Mitostoma moldavica Avram, 1970
- Mitostoma helenae Avram, 1970
- Mitostoma rodnae Avram, 1970
- Mitostoma sketi Hadži, 1973
- Mitostoma chrysomelas francohorioni Hadži, 1973
- Mitostoma chrysomelas poleneci Hadži, 1973

Mitostoma chrysomelas est une espèce d'opilions dyspnois de la famille des Nemastomatidae.

## Distribution
Cette espèce se rencontre en Europe.

## Description

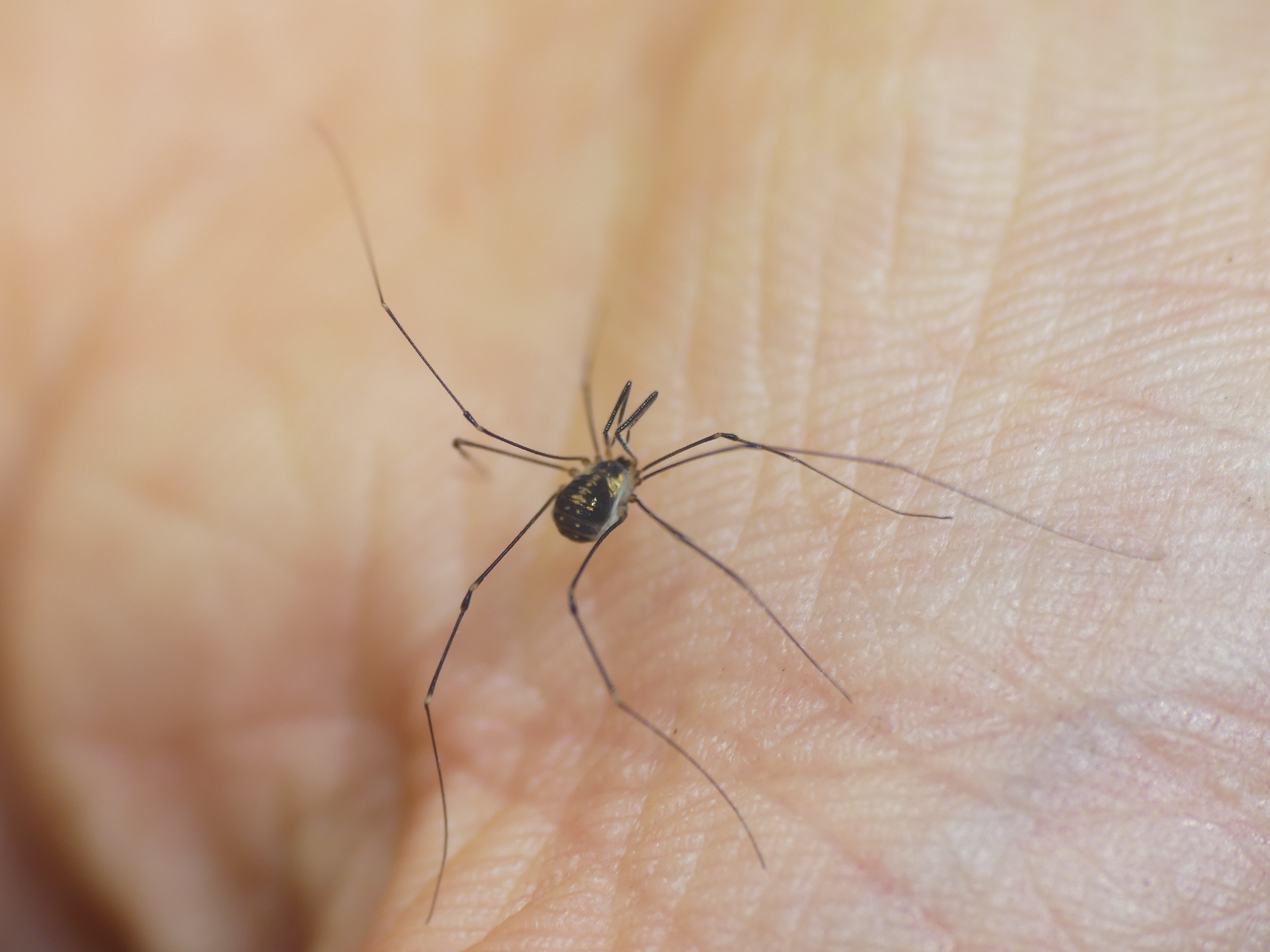
Mitostoma chrysomelas

Les mâles mesurent de 1,4 à 1,6 mm et les femelles de 1,7 à 2,0 mm.

## Systématique et taxinomie
Cette espèce a été décrite sous le protonyme Phalangium chrysomelas par Hermann en 1804. Elle est placée dans le genre Nemastoma par C. L. Koch en 1839 puis dans le genre Mitostoma par Roewer en 1951.
Nemastoma quadricorne a été placée en synonymie par Roewer en 1914
Leiobunum troglodytes a été placée en synonymie par Šilhavý en 1956.
Nemastoma silhavyi a été placée en synonymie par Spoek en 1963.
Nemastoma saxonica, Nemastoma spinosum, Mitostoma hadzii, Mitostoma vosagorum et Mitostoma chrysomelas confusum ont été placées en synonymie par Meijer en 1973.
Mitostoma chrysomelas romanicum a été placée en synonymie par Staręga en 1976.
Nemastoma janetscheki, Crosbycus buekkensis, Crosbycus transdanubicus, Mitostoma chrysomelas francohorioni et Mitostoma chrysomelas poleneci ont été placées en synonymie par Martens en 1978.
Mitostoma dumitrescui, Mitostoma orghidani et Mitostoma moldavica, Mitostoma helenae et Mitostoma rodnae ont été placées en synonymie par Weiss en 1996.
Mitostoma sketi a été placée en synonymie par Schönhofer en 2013.

## Publication originale
- Hermann, 1804 : Mémoire aptérologique. F.-L. Hammer, F.G. Levrault, Strassburg, p. 1-144.